# I.O.I.O.
"I.O.I.O." é uma canção dos Bee Gees presente no álbum Cucumber Castle, de 1970, e lançada como 2º (ou 3º) single do álbum no mesmo ano.

## História e gravação
A canção foi gravada para o álbum Idea, mas acabou sendo engavetada, até que, em 1969, os Bee Gees (agora somente Barry e Maurice), decidem usá-la para o álbum Cucumber Castle, adicionando apenas alguns detalhes à faixa finalizada. Tais alterações parecem ser: a retirada dos vocais de Robin, que não são percebidos na canção (talvez no coro do fade out?), pois o próprio Barry faz os vocais de apoio à sua voz; e a substituição da bateria de Colin Petersen pela de Terry Cox. No mais, o vocal de Barry parece não ter sido regravado, pois apresenta pouca potência, como um mero vocal de condução. E o instrumental por Maurice é semelhante ao observado em outras canções de Idea.

## Estrutura
O refrão é cantado por Maurice Gibb, e consiste apenas na repetição das letras "I" e "O", como segue: "I. O., I-I-I-I-I-I. O., I. O.", sigla de significado desconhecido. Além do refrão, encontram-se ainda duas estrofes na canção, cantadas por Barry Gibb. O tom da canção é fá maior.

## Regravações e Versões
A canção já foi regravada pelos seguintes artistas:
- B3, no álbum First (2002)
- S.H.E, no álbum Super Star (2003)
- Bergfeuer, no álbum Drachenreiter (1999)

Também foi regravado instrumentalmente pela London Twilight Orchestra, no álbum Bee Gees - The Story 2 e pela The John Hamilton Band, no álbum 28 Bee Gees Hits (1970).
A canção recebeu versões: em espanhol pelo grupo Los Mustang, sob o título "Aio Aio", que foi lançada como single em 1970 e depois regravada pelo grupo La Pandilla, no álbum La Pandilla (1971);[carece de fontes?] e em neerlandês por Ronald e Peter Beense, sob o título "Ay ay ay Ajax", que foi lançada como single em 1995 e atingiu o 34º lugar nas paradas neerlandesas.

## Lista de faixas
Todas as faixas escritas e compostas por B. & M. Gibb. 
| 7" (EUR: Polydor 2058-009 / RUN: 56377 / Am. Sul: 2176 002 / JAP: DP-1715 / IUG: RTB S 53 583 / AUS: Spin EK-3579) |                |         |  |
| N.º | Título         | Duração |  |
| 1. | "I.O.I.O."     | 2:44    |  |
| 2. | "Sweetheart"   | 3:10    |  |
| Duração total: | Duração total: | 5:54    |  |

Todas as faixas escritas e compostas por B. & M. Gibb. 
| 7" (EUA e CAN: Atco 45-6752) |                    |         |  |
| N.º                          | Título             | Duração |  |
| 1.                           | "I.O.I.O."         | 2:44    |  |
| 2.                           | "Then You Left Me" | 3:11    |  |
| Duração total:               | Duração total:     | 5:55    |  |

## Ficha técnica
- Barry Gibb — vocal, violão
- Maurice Gibb — vocal, baixo, violão, piano, mellotron
- Terry Cox — bateria
- Robert Stigwood — produtor musical
- Bee Gees — produtor musical

## Posições nas paradas
| Parada                | Posição |
| --------------------- | ------- |
| Alemanha (BVMI)       | 6       |
| Austrália (ARIA)      | 14      |
| Áustria (IFPI AUT)    | 2       |
| Bélgica (BEA)         | 9       |
| Dinamarca (IFPI DNK)  | 3       |
| Espanha (PROMUSICAE)  | 6       |
| Estados Unidos (RIAA) | 94      |
| Itália (FIMI)         | 12      |
| Nova Zelândia (RIANZ) | 6       |
| Países Baixos (NVPI)  | 9       |
| Reino Unido (BPI)     | 49      |